# Pantherodes hoplitaria
Pantherodes hoplitaria là một loài bướm đêm trong họ Geometridae.